# Майкл Вульф
Майкл Вульф (6 грудня 1963 — 21 липня 1993) (також відомий під сценічним прізвищем Destructor) — німецький хеві-метал музикант, який був учасником треш метал гуртів Kreator і Sodom. Він був членом Kreator у 1985 році, пізніше того ж року приєднався до Sodom, з якими записав дебютний альбом, 1986 року, Obsessed by Cruelty і незабаром покинув групу. Майкл загинув в аварії на мотоциклі 21 липня 1993 року у віці 29 років.